# 한화비전
한화비전(영어: Hanwha Vision, 韓華비전株式會社)은 1990년 처음 보안용 카메라를 출시, 약 30년간 영상보안 사업에 집중하여 세계 최고의 광학 설계ㆍ제조기술 및 영상처리 기술 바탕으로 카메라(CCTV), 저장장치, 통합관리 소프트웨어에 이르는 종합 시큐리티 솔루션을 제공하고 있다.
2024년 9월 1일 '한화인더스트리리얼솔루션즈'로 분할하여 설립되고, 2025년 1월 1일 옛 한화비전과 합병, 한화비전으로 상호변경 하였다.
전세계 5,000개 이상의 네트워크를 구축, 유럽, 미주, 중동, 중국, 동남아시아 등 해외시장에서 전체 매출의 75%를 창출하고 있다.
현재는 Wisenet이라는 브랜드를 운영하고 있다.

## 사업 분야
한화테크윈은 1990년에 처음으로 감시용 카메라를 출시한 이래 지난 30년간 영상감시 사업에 집중하여 세계 최고의 광학 설계/제조기술과 영상처리 기술을 축척하였다. 감시카메라, 저장장치는 물론 통합관제 소프트웨어와 지능형 영상분석 소프트웨어까지 영상감시(CCTV)부분 Full Line up을 구축하였다.
또한 최근 지능화, 고도화되고 있는 범죄로부터 안전하고 편안한 세상을 만들기 위해 단순 영상 감시에서 나아가 IoT, Deep Learning등 신기술의 접목과 출입통제 등 기술의 융합과 통합을 통해 고객 맞춤형 Total Solution 체제를 구축하고 있다.
지속적인 기술개발과 시장개척 노력으로 국내시장 점유율 1위를 유지하고 있으며, 세계 60개국에 120개 대리점과 5,000개 이상의 협력업체를 확보하여 국내 1위에 안주하지 않고, 적극적인 해외시장 개척에 노력하고 있다.

## 연혁
- 1990년 : 흑백 36만 CCD 보안카메라 출시 및 감시장비 사업 착수
- 2010년 : 삼성전자 VSS 사업부 인수, 삼성그룹 시큐리티 사업 통합, 판교 R&D센터 준공
- 2015년 : 삼성테크윈에서 한화테크윈으로 사명 변경
- 2018년 : 한화에어로스페이스의 자회사로 분할, 한화테크윈 신설법인 설립
- 2023년 : 한화테크윈에서 한화비전으로 사명 변경
- 2024년 : 한화인더스트리리얼솔루션즈 설립
- 2025년 : 옛 한화비전 합병, 한화인더스트리리얼솔루션즈에서 한화비전으로 사명 변경

## 제품
- 감시: CCTV(감시) 시스템, 모듈, 프레젠터, FRID, DVR, 광학기기 등

### 이전 제품

#### 방위산업 –한화디펜스로 이전
- K9 썬더 자주포, K10 탄약 재보급 차량, K2 흑표용 하위 시스템, 센트리 건 로봇 SGR-A1.

#### 한화에어로스페이스로 이적
- 전력 시스템: 가스 터빈, 헬리콥터용 엔진, 냉매 압축기, 분해 검사 등
- 교통: 삼성테크윈은 한국 내에서 몇 개의 헬리콥터 노선을 운영하고 있다.[1]

#### 가전제품 –삼성전자로 이전
- 디지털 스틸 카메라: 삼성 디지맥스 제품군(예: 삼성 디지맥스 A7(Samsung Digimax A7))

## 같이 보기
- 삼성그룹